# Scherocumella stephenseni
Scherocumella stephenseni är en kräftdjursart som först beskrevs av Fage 1945.  Scherocumella stephenseni ingår i släktet Scherocumella och familjen Nannastacidae.
Artens utbredningsområde är Vietnam. Inga underarter finns listade i Catalogue of Life.